# شرکت مطالعات و تولید موتورهای بالستیک

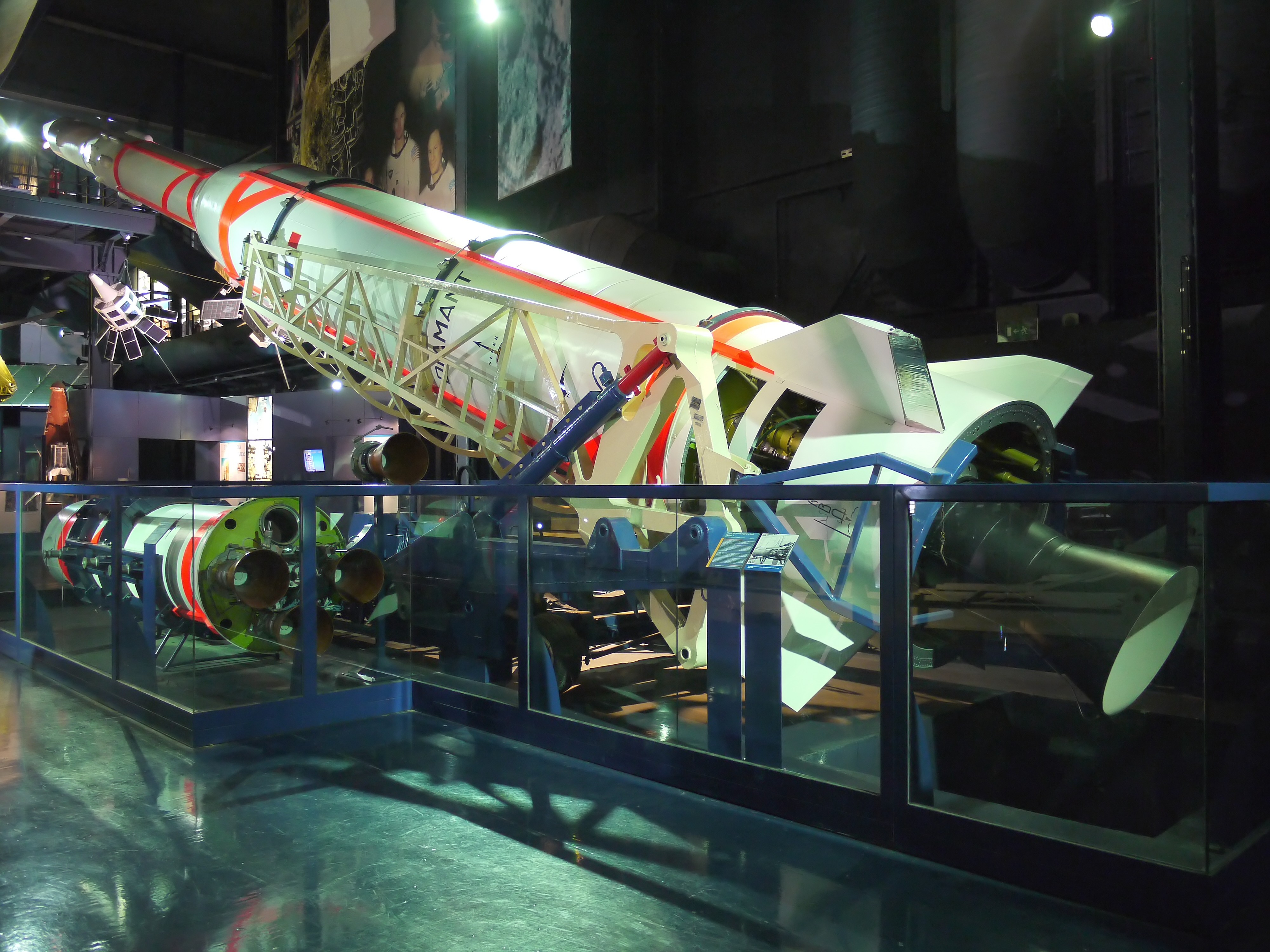
موشک دیامان در موزه هوافضای بورژ

شرکت مطالعات و دستیابی به موتورهای بالستیک (به فرانسوی: Société pour l'étude et la réalisation d'engins balistiques (SEREB)) در تاریخ ۱۷ ژوئیه ۱۹۵۹ برای تولید موشک‌های حمل کنندهٔ جنگ افزار اتمی بنیان گذاشته شد.
برای دستیابی به سیستم‌های جنگ افزارهای نیروی بازدارندهٔ اتمی فرانسه، ژنرال دو گل تصمیم گرفت مدیریت این پروژه را بدون ابزار تولید به سازمانی نوین واگذار کند. از این رو این سازمان نمی‌توانست رقیبی برای صنایع هوانوردی و الکترونیک باشد.
دو گل می‌خواست تا فرانسه با استفاده از بردار هسته‌ای زیردریایی نیروی اتمی کاملاً مستقلی داشته باشد.
با بدگمانی به زرادخانهٔ فرانسه دو گل در تاریخ ۱۷ سپتامبر ۱۹۵۹ نهادی را پدید آورد که مسئول ساخت این بردارها بود. این نهاد شرکت مطالعات و پژوهش‌های موتورهای بالستیک نام گرفت.
یک سال بعد این شرکت با شرکت نور اویاسیون و سود اویاسیون همکاری خود را آغاز کرد و برنامه‌های "مطالعات پایهٔ بالستیک" را با نام "سنگ‌های گرانبها" آغاز نمود.
سرمایهٔ این شرکت از محل پولی بود که نهادهای عمومی و صنعتی خصوصی به طور مستقیم به دولت می‌پرداختند. سهام داران این شرکت عبارت بودند از نور اویاسیون، سود اویاسیون، اسنکما، اونرا، لزاویون مارل داسو، ماترا و شرکت مطالعات پیش رانش واکنشی. ریاست شرکت مطالعات و دستیابی به موتورهای بالستیک به شارل کریستوفینی واگذار شد.
در تاریخ یکم ژانویه ۱۹۷۰ این شرکت با سود اویاسیون و نور اویاسیون ادغام شد و شرکت ملی هوافضای صنعتی را تشکیل داد که بعداً آئروسپاسیال نام گرفت.
این شرکت موشک دیامان که نخستین پرتابگر فضایی فرانسه بود را ساخت. این موشک ماهوارهٔ آستریکس که نخستین ماهوارهٔ فرانسه بود را در تاریخ ۲۶ نوامبر ۱۹۶۵ از پایگاه حماقیر در الجزایر در مدار قرار داد.